# Pukkisaari (ö i Norra Savolax, Varkaus, lat 62,27, long 28,32)
Pukkisaari är en ö i Finland. Den ligger i sjön Haukivesi och i kommunen Varkaus i den ekonomiska regionen  Varkaus ekonomiska region  och landskapet Norra Savolax, i den sydöstra delen av landet, 290 km nordost om huvudstaden Helsingfors. Öns area är 3,5 hektar och dess största längd är 300 meter i sydöst-nordvästlig riktning.